# Кругообіг води

Детальна схема глобального кругообігу води. Напрямок руху води між резервуарами має тенденцію до висхідного руху за рахунок випаровування та низхідного руху під дією сили тяжіння. Діаграма також показує, як використання води людиною впливає на те, де зберігається вода і як вона рухається.

Кругообіг води (або колообіг води або гідрологічний цикл) — це біогеохімічний цикл, який містить у собі безперервний рух води на поверхні Землі, над і під нею. Маса води на Землі залишається досить постійною з плином часу. Однак поділ води на основні резервуари льоду, прісної води, солоної води та атмосферної води є змінним і залежить від кліматичних змінних. Вода рухається з одного резервуара в інший, наприклад, з річки в океан або з океану в атмосферу. Процеси, що визначають ці рухи, включають випаровування, транспірація, конденсація, опади, сублімація, інфільтрація, поверхневий стік і підповерхневий потік. При цьому вода переходить у різні форми: рідку, тверду (лід) і пару. Океан відіграє ключову роль у кругообігу води, оскільки він є джерелом 86 % світового випаровування.
Кругообіг води передбачає обмін енергією, що призводить до зміни температури. Коли вода випаровується, вона забирає енергію з навколишнього середовища та охолоджує його. Коли вона конденсується, він виділяє енергію та нагріває навколишнє середовище. Ці теплообміни впливають на кліматичну систему.
Випарна фаза кругообігу очищає воду, оскільки при цьому виходять солі та інші тверді частинки, що потрапили у воду під час кругообігу. Конденсаційна фаза в атмосфері поповнює сушу прісною водою. Потоки рідкої води та льоду переносять мінерали по всій земній кулі. Він також змінює геологічні особливості Землі завдяки процесам ерозії та седиментація. Кругообіг води також необхідний для підтримки більшості видів життя та екосистем на планеті.
Дії людини значною мірою впливають на кругообіг води. Такі види діяльності, як вирубка лісів, урбанізація та видобуток підземних вод, змінюють природні ландшафти (зміни у землекористуванні), — все це впливає на кругообіг води.:1153 Крім того, зміна клімату призводить до інтенсифікації кругообігу води. Дослідження показали, що глобальне потепління спричиняє зміни в характері опадів, збільшення частоти екстремальних погодних явищ, а також зміни в часі та інтенсивності опадів.:85 Ці зміни у водному циклі впливають на екосистеми, доступність води, сільське господарство та людські суспільства.

## Загальна характеристика
Три чверті поверхні земної кулі вкриті водою. Водну оболонку землі називають гідросферою. Більшу її частину становить солона вода морів і океанів, а меншу — прісна вода озер, річок, льодовиків, підземних вод та водяної пари. Вся вода гідросфери у широкому розумінні є водними ресурсами земної кулі.
Колообіг води складається з кількох ланок: випаровування води, перенесення водяної пари повітряними потоками, конденсація в атмосфері та утворення хмар, випадання опадів, поверхневе та підземне стікання вод суходолу в океани та моря.

## Види

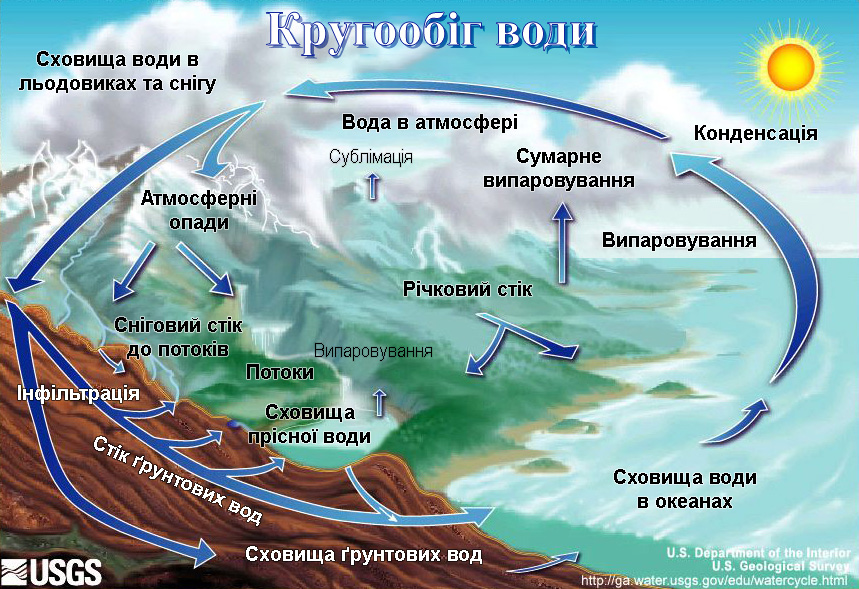
Кругообіг води

Вирізняють такі види кругообігу води (вологообігу) в природі:
- Великий, або світовий, кругообіг — водяна пара, що утворилася над поверхнею океанів, переноситься вітрами на материки, випадає там у вигляді атмосферних опадів і повертається в океан у вигляді поверхневого та підземного стоку з суходолу. Під час цього процесу змінюється якість води: при випаровуванні солона морська вода перетворюється в прісну, а забруднена — очищається.
- Малий, або океанічний, кругообіг — водяна пара, що утворилася над поверхнею океану, конденсується в атмосфері та випадає у вигляді опадів знову в океан.
- Внутрішньоконтинентальний кругообіг — вода, що випарувалася над поверхнею суходолу, знову випадає на суходіл у вигляді атмосферних опадів.

В цілому, такі процеси кругообігу води в природі — лише спрощені схеми. На ділі все набагато складніше. Так, частина води витрачається на гідратацію гірських порід і на довгий час виключається з кругообігу. Певна кількість вологи, навпаки, виходить з глибоких земних надр на поверхню і поповнює водні маси. Не вся вода, що стікає по земній поверхні досягає океанів і морів — пов'язано це з тим, що суша ділиться на дві частини: стічні області — річковий стік досягає океанів і морів; безстічні області — ізольовані від стікання в океан, води їх річок або надходять у безстічні озера, або витрачаються на випаровування. Частка від загальної площі земної кулі: Світовий океан — 71 %; стічні області — 23 %; безстічні області — 6 %.
| Світовий водний баланс | Світовий водний баланс | Світовий водний баланс          | Світовий водний баланс |
| ---------------------- | ---------------------- | ------------------------------- | ---------------------- |
| Поверхня               | Площа, млн км²         | Елементи водного балансу        | Кількість, тис. км³    |
| Земна куля             | 510                    | опади / випаровування           | 577 / 577              |
| Світовий океан         | 361                    | опади / випаровування / приплив | 458 / 505 / 47         |
| Суходіл                | 149                    | опади / випаровування / стік    | 119 / 72 / 47          |
| Стічні області         | 119                    | опади / випаровування / стік    | 110 / 63 / 47          |
| Безстічні області      | 30                     | опади / випаровування           | 9 / 9                  |

## Фізичні процеси
Важливі фізичні процеси що протікають при кругообігу води включають наступне:
- Адвекція — рух води через атмосферу[5]. Без адвекції вода, яка випаровувалася над океанами, не змогла б випадати на сушу. Прикладом адвекції є атмосферні потоки, які переміщують великі об'єми водяної пари на великі відстані[6].
- Перехоплення води — опади, перехоплені листям рослин, зрештою випаровуються назад в атмосферу, а не падають на землю.
- Конденсація — перетворення водяної пари у рідкі краплі води у повітрі, утворюючи хмари та туман.
- Десублімація — перетворення водяної пари безпосередньо на лід, минаючи рідкий стан.
- Випаровування — перетворення води з рідкої фази в газоподібну, коли вона рухається від землі або водойм у верхню атмосферу. Джерелом енергії для випаровування є насамперед сонячне випромінювання. Випаровування часто непрямо включає і транспірацію з рослин, хоча разом вони називаються евапотранспірацією. Загальне річне випаровування становить приблизно 505 000 км3 води, 434 000 км3 з яких випаровується з океанів. 86 % глобального випаровування відбувається над океаном.
- Інфільтрація — потік води з поверхні землі у землю. Після проникнення вода стає ґрунтовою вологою або ґрунтовою водою. Нещодавнє глобальне дослідження з використанням водно-стабільних ізотопів, однак, показує, що не вся волога ґрунту однаково доступна для поповнення ґрунтових вод або для транспірації рослин.
- Перколяція — вода тече вертикально через ґрунт і гірські породи під дією сили тяжіння.
- Опади — конденсована водяна пара, яка випадає на поверхню Землі. Більшість опадів відбувається у вигляді дощу, але також включає сніг, град, крапельний туман, крупу та мокрий сніг[7]. Приблизно 505 000 км3 води випадає щороку у вигляді опадів, 398 000 км3 з них над океанами[8]. Дощ на суші містить 107 000 км3 води на рік, а сніг — лише 1000 км3. 78 % глобальних опадів випадає над океаном[9].
- Стік — різноманітність шляхів, якими вода рухається по суші. Це включає як поверхневий, так і русловий стік. Під час течії вода може просочуватися в землю, випаровуватися у повітря, накопичуватися в озерах чи водосховищах або видобуватися людиною для сільськогосподарських чи інших потреб.
- Танення снігу — утворення стоку за рахунок танення снігу.
- Сублімація — перехід води з твердого стану (снігу або льоду) до стану водяної пари, минаючи рідкий стан
- Підповерхневий потік — потік води під землею, у зоні аерації та водоносних горизонтах. Підповерхневі води можуть повертатися на поверхню (наприклад, у вигляді джерела або шляхом закачування) або просочуватися в океани. Вода повертається на поверхню землі на нижчій висоті, ніж там, де вона проникла, під дією сили тяжіння або тиску, викликаного гравітацією. Ґрунтові води рухаються повільно й повільно поповнюються, тому вони можуть залишатися у водоносних горизонтах протягом тисяч років.
- Транспірація: виділення водяної пари з рослин і ґрунту в повітря.

## Тривалість оновлення маси води у різних об'єктах
Тривалість оновлення маси води у різних об'єктах надзвичайно різноманітна. Вона змінюється від кількох годин (у живих організмах) до кількох тисячоліть. Запаси ґрунтової вологи мають приблизно річний період оновлення. Атмосферна волога, що утворюється при випаровуванні води з океанів, морів та суходолу й існує у вигляді хмар, оновлюється в середньому через 8 днів. Вода у річках оновлюється протягом 16 днів.
| Тривалість оновлення маси води                               | Тривалість оновлення маси води |
| ------------------------------------------------------------ | ------------------------------ |
| Об'єкт                                                       | Тривалість                     |
| Полярні льодовики, постійний сніговий покрив, підземні льоди | Близько 10 000 років           |
| Світовий океан                                               | 2500 років                     |
| Гірські льодовики                                            | 1600 років                     |
| Підземні води (глибокі)                                      | 1400 років                     |
| Озера у середньому                                           | 17 років                       |
| Болота                                                       | 5 років                        |
| Волога в ґрунті                                              | 1 рік                          |
| Вода в річищах                                               | 16 днів                        |
| Вода в атмосфері                                             | 8 днів                         |
| Біологічна вода (в живих організмах)                         | Кілька годин                   |

Води, що входять до складу живих організмів, оновлюються протягом декількох годин. Це найактивніша форма водообміну.
Період оновлення запасів води в гірських льодовиках становить близько 1 600 років, у льодовиках полярних країн значно більше — близько 10 000 років.
Повне поновлення вод Світового океану відбудеться приблизно через 2 500 років.

## Зміни, спричинені людиною

### Місцеві або регіональні впливи

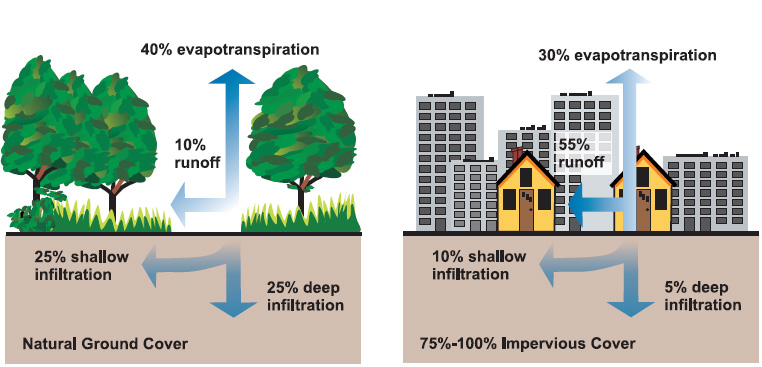
Взаємозв'язок між непроникними поверхнями та поверхневим стоком

Діяльність людини може змінити кругообіг води на місцевому чи регіональному рівні. Це відбувається через зміни у землекористуванні та ґрунтовому покриві. Такі зміни впливають на «опади, випаровування, повені, підземні води та доступність прісної води для різних видів використання». :1153
Прикладами таких змін у землекористуванні є перетворення полів на міські території або вирубка лісів. Такі зміни можуть вплинути на здатність ґрунту вбирати поверхневі води. Вирубка лісів має як локальні, так і регіональні наслідки. Наприклад, воно зменшує вологість ґрунту, випаровування та кількість опадів на місцевому рівні. Крім того, вирубка лісів спричиняє регіональні зміни температури, що може вплинути на характер опадів. :1153
Виснаження водоносних горизонтів і викачування викопної води збільшують загальну кількість води у гідросфері. Це відбувається тому, що вода, яка спочатку перебувала в ґрунті, тепер стала доступною для випаровування, оскільки тепер вона перебуває в контакті з атмосферою. :1153

### Інтенсифікація кругообігу води внаслідок зміни клімату

Екстремальні погодні умови (сильні дощі, посухи, спека) є одним із наслідків зміни водного циклу через глобальне потепління. Ці явища ставатимуть дедалі частішими, оскільки Земля все більше нагрівається.

Із середини XX століття антропогенна зміна клімату призвела до помітних змін у глобальному кругообігу води. :85 Шоста оціночна доповідь МГЕЗК 2021 року передбачила, що ці зміни й надалі значно посилюватимуться на глобальному та регіональному рівнях. :85 Ці висновки є продовженням наукового консенсусу, висловленого в П'ятій оцінювальній доповіді МГЕЗК від 2007 року та інших спеціальних доповідях Міжурядової групи експертів зі зміни клімату, в яких вже зазначалося, що кругообіг води продовжуватиме інтенсифікуватися впродовж XXI століття.

## Пов'язані процеси

### Біогеохімічний цикл
Хоча кругообіг води сам по собі є біогеохімічним циклом, потік води над і під Землею є ключовим компонентом кругообігу інших біогеохімічних речовин. Стік відповідає за майже весь транспорт еродованих відкладів і фосфору з суші до водойм. Солоність океанів є результатом ерозії та перенесення розчинених солей із суші. Культурне евтрофування озер відбувається в основному через фосфор, який у надлишку вносять на сільськогосподарські поля у вигляді добрив, а потім переносять по суші та вниз по річках. Значну роль у перенесенні азоту з суходолу у водойми відіграють як стоки, так і підземні води. Мертва зона на виході з річки Міссісіпі є наслідком того, що нітрати з добрив змиваються з сільськогосподарських полів і потрапляють вниз по річковій системі до Мексиканської затоки. Стік також відіграє важливу роль у кругообігу вуглецю, знову ж таки через перенесення еродованих порід і ґрунту.

### Повільні втрати протягом геологічного часу
Гідродинамічний вітер у верхній частині атмосфери планети дозволяє легким хімічним елементам, таким як водень, рухатися до екзобази, нижньої межі екзосфери, де гази можуть досягти швидкості витікання і потрапити в космічний простір, не зачіпаючи інші частинки газу. Цей тип втрати газу з планети в космос відомий як планетарний вітер. Планети з гарячими нижніми шарами атмосфери можуть утворювати вологі верхні шари, які прискорюють втрату водню.